# Lago Oromocto
O lago Oromocto é um lago de água doce localizado no condado de York, província de New Brunswick, no Canadá.

## Descrição
Este lago localiza-se nas coordenadas geográficas 45°34'58 N 66° 59'56 W
O rio Oromocto que corre no sentido leste-nordeste do Lago Oromocto passando perto da Estação de Harvey, e das aldeias de Tracy e de Fredericton.
Este lago que se encontra próximo à localidade de Fredericton, está debaixo da influencia dos rios, outros lagos e lagoas que circundam Fredericton e possuem uma variedade de peixes vasta. 
Os pescadores não-residentes que queiram pescar neste lago precisam uma autorização de licenciamento da pesca para o salmão-do-atlântico ou mesmo para qualquer espécie de salmão. 
É de referir que entre as espécies que se encontram neste lago estão o salmão-do-atlântico, o salmão-do-litoral, perca, o robalo, o esturjão e a truta.
Os lagos e rios mais próximos e que de algum modo fazem aqui sentir a sua influencia são o lago Harvey, o lago Killarney, o lago George, o lago Grand, o lago Mactaquac Headpond, o lago Magaguadavic, o rio Nashwaak, o rio Oromocto, e o rio St. Jon.
Para aceder à água existem portos de pequena dimensão por cujas rampas os barcos acedem facilmente à água. Nas margens em redor do lago encontram locais para estacionamento, tanto para Carro, como para caminhões ou caravanas. Também se encontram áreas de piqueniques.